# Mr. Blue
Mr. Blue (né le 19 mai 1988 aux Pays-Bas, mort le 11 juillet 2006 en France) est un étalon gris du stud-book KWPN, qui a concouru en saut d'obstacles avec Bert Romp avant d'être acheté par des Américains. Il est devenu un reproducteur réputé, père notamment de Plot Blue et de Saphyr des Lacs.

## Histoire
Il naît le 19 mai 1988 à l'élevage de H. Potze, aux Pays-Bas.
Il concourt au niveau international jusqu'à l'âge de 15 ans, monté dans un premier temps par le cavalier néerlandais Bert Romp. Il est ensuite vendu aux États-Unis à Elise Haas. Il est par la suite récupéré par Khatie Monahan Prudent, cavalière d'origine américaine établie en France, et par son mari Henry Prudent à partir de 2003, en raison d'un accident de sa cavalière.
Il est à l'origine de la création du Groupe France Élevage, créé à la fin de l'année 2002 pour gérer sa carrière de reproducteur, acquise auprès de ses propriétaires, la famille Prudent.
Il participe au Stallion show organisé au printemps 2005 par l'étalonnier hollandais Nihjof, monté par Audrey Paris alors âgée de 11 ans.
Il se tue le 11 juillet 2006, à l'âge de 18 ans, en sautant hors de son paddock, chez Fabrice Paris. Tombé sur l'épaule et la tête, il se relève puis retombe, vraisemblablement victime d'une hémorragie cérébrale.

## Description
Mr. Blue est un étalon gris truité, inscrit au stud-book du KWPN. Il toise 1,66 m.
Il est décrit comme un étalon très puissant, mais néanmoins gentil et facile à manœuvrer.

## Palmarès
Il atteint un indice de saut d'obstacles (ISO) de 120 en 2004.

## Origines
Mr. Blue est un fils de l'étalon KWPN Couperus et de la jument Acarla, par Oldenburg.
| Origines de Mr. Blue                 | Origines de Mr. Blue        | Origines de Mr. Blue           | Origines de Mr. Blue |
| ------------------------------------ | --------------------------- | ------------------------------ | -------------------- |
| Père Couperus 1984 - KWPN Bai        | Naturel 1972 - KWPN         | Lucky Boy 1966, Pur-sang       | Compromise           |
| Père Couperus 1984 - KWPN Bai        | Naturel 1972 - KWPN         | Lucky Boy 1966, Pur-sang       | Sejane               |
| Père Couperus 1984 - KWPN Bai        | Naturel 1972 - KWPN         | Durena 1968, NWP               | Sportman             |
| Père Couperus 1984 - KWPN Bai        | Naturel 1972 - KWPN         | Durena 1968, NWP               | Urenia               |
| Père Couperus 1984 - KWPN Bai        | Warina 1980 - KWPN          | Ridder 1975, Rhénan sang-chaud | Salut                |
| Père Couperus 1984 - KWPN Bai        | Warina 1980 - KWPN          | Ridder 1975, Rhénan sang-chaud | Ranja                |
| Père Couperus 1984 - KWPN Bai        | Warina 1980 - KWPN          | Rosalinda 1975, KWPN           | Le Mexico            |
| Père Couperus 1984 - KWPN Bai        | Warina 1980 - KWPN          | Rosalinda 1975, KWPN           | Marina               |
| Mère Acarla 1982 - KWPN Gris, 1,65 m | Oldenburg 1973 - Oldenbourg | Inschallah 1968, Anglo-arabe   | Israel               |
| Mère Acarla 1982 - KWPN Gris, 1,65 m | Oldenburg 1973 - Oldenbourg | Inschallah 1968, Anglo-arabe   | Resena               |
| Mère Acarla 1982 - KWPN Gris, 1,65 m | Oldenburg 1973 - Oldenbourg | Gamene III 1970, Oldenbourg    | Weinstern            |
| Mère Acarla 1982 - KWPN Gris, 1,65 m | Oldenburg 1973 - Oldenbourg | Gamene III 1970, Oldenbourg    | Gamene               |
| Mère Acarla 1982 - KWPN Gris, 1,65 m | Picarla 1974 - KWPN         | Joost 1968, Holsteiner         | Consul               |
| Mère Acarla 1982 - KWPN Gris, 1,65 m | Picarla 1974 - KWPN         | Joost 1968, Holsteiner         | Ulana                |
| Mère Acarla 1982 - KWPN Gris, 1,65 m | Picarla 1974 - KWPN         | Ekarla 1968, NWP               | Wagner               |
| Mère Acarla 1982 - KWPN Gris, 1,65 m | Picarla 1974 - KWPN         | Ekarla 1968, NWP               | Okarla               |

## Descendance
Mr. Blue est mis à la reproduction à partir de 1997, avec environ 150 juments par an en France, et s'est également bien reproduit aux Pays-Bas et en Belgique. Parmi ses premiers poulains nés en France, Lady In Blue a atteint le niveau des CSI avec Édouard Couperie. En 2005, Mr Blue est le meilleur père de chevaux de 6 ans et le 4e meilleur père de chevaux de 5 ans à la Grande semaine de Fontainebleau.
Mr. Blue est le père de Plot Blue et de Saphyr des Lacs.